# لاني غوينير
لاني غوينير (من مواليد 19 أبريل 1950- 7 يناير 2022) هي منظِّرة أمريكية في الحقوق المدنية وأستاذة كرسي بينيت بوسكي للقانون بكلية الحقوق بجامعة هارفارد، وأول امرأة غير بيضاء تُعيَّن في منصب أستاذ هناك. شغلت غوينير منصب أستاذة للقانون في كلية الحقوق بجامعة بنسلفانيا لمدة عشر سنوات، قبل أن تلتحق بكلية الحقوق بجامعة هارفارد عام 1998. يشمل عمل غوينير المسؤوليات المهنية للمحامين العامين، والعلاقة بين الديمقراطية والقانون، ودور العرق والجنس في العملية السياسية، والقبول في الكلية، والعمل الإيجابي.

## النشأة والمسيرة المهنية
وُلدت غوينير في مدينة نيويورك، وهي ابنة لأم يهودية وناشطة في مجال الحقوق المدنية، أوجينيا جيني بابرين، وإيوارت غوينير، وهو عالم أسود من مواليد بنما ونشأ في جامايكا وهارلم، وكان أحد اثنين من الطلاب السود قُبلوا في كلية هارفارد في عام 1929. التقى والداها في إقليم هاواي وكانا عضوين في الحزب الشيوعي في هاواي ومؤتمر هاواي للحقوق المدنية. كان والد غوينير أيضًا موظفًا وطنيًا في اتحاد العمال العموميين الأمريكيين، وهو نقابة مؤتمر المنظمات الصناعية. عمها هو موريس بابرين. ومع ذلك، لم يُمنح إيوارت غوينير مساعدةً مالية ولم يُسمح له بالعيش في المهاجع بدعوى أنه فشل في تقديم صورة مع طلبه. بعد تركه كلية هارفارد عام 1931 لأنه لا يستطيع تحمل تكاليفها، عاد في النهاية إلى جامعة هارفارد بصفة أستاذ ورئيس قسم الدراسات الأفروأمريكية عام 1969.
وقد انتقلت مع عائلتها إلى هوليس، كوينز عام 1956.
قالت غوينير إنها تريد أن تصبح محامية في مجال الحقوق المدنية منذ أن كانت في الثانية عشرة من عمرها، بعد أن شاهدت في التلفزيون كونستانس بيكر موتلي يساعد في مرافقة جيمس ميريديث، أول أمريكي أسود يلتحق بجامعة مسيسيبي. بعد تخرجها في المرتبة الثالثة في فصلها من مدرسة أندرو جاكسون الثانوية، حصلت غوينير على درجة البكالوريوس. حصلت على درجة الدكتوراه من كلية رادكليف عام 1971 ودرجة الدكتوراه من كلية الحقوق بجامعة ييل عام 1974. وعملت كاتبة للقاضي ديمون كيث من محكمة الاستئناف الأمريكية للدائرة السادسة، ثم عملت مساعدة خاصة للمدعي العام المساعد درو س. ديز في قسم الحقوق في حكومة كارتر. قُبلت في دائرة نقابة المحامين في كولومبيا عام 1981، وبعد أن تولى رونالد ريغان منصبه، انضمت إلى صندوق الدفاع القانوني والتعليم التابع للجمعية الوطنية للنهوض بغير البيض بصفة مستشارة مساعدة، وأصبحت في النهاية رئيسة مشروع حقوق التصويت.

## الترشيح لمنصب المدعي العام المساعد
اشتهرت غوينير على الأرجح لأنها مرشحة الرئيس بيل كلينتون لمنصب المدعي العام المساعد للحقوق المدنية في أبريل 1993.
سحب الرئيس كلينتون ترشيحه في يونيو 1993، بعد موجة من الصحافة السلبية التي أحدثتها كتاباتها المثيرة للجدل، والتي وصف بعضها حتى كلينتون نفسه بأنه مناهض للديمقراطية ويصعب الدفاع عنه.
شن الصحفيون المحافظون، وكذلك أعضاء مجلس الشيوخ الجمهوريون، حملة ضد ترشيح غوينير. أُطلق على غوينير لقب ملكة الحصص، وهي عبارة استخدمت لأول مرة في افتتاحية في صحيفة وول ستريت جورنال بقلم كلينت بوليك، وهو مسؤول بوزارة العدل في عهد ريغان. وقد تصور البعض أن هذا المصطلح محمّل عنصريًا، إذ يجمع بين الصورة النمطية لملكة الرفاه والحصة، وهي كلمة طنانة تستخدم لتحدي العمل الإيجابي. في الواقع، كانت غوينير معارضة لنظام الحصص العرقية.